# Могошешть (Олт)
Могошешть, Могошешті (рум. Mogoșești) — село у повіті Олт в Румунії. Адміністративно підпорядковане місту Скорнічешть.
Село розташоване на відстані 126 км на захід від Бухареста, 18 км на північний схід від Слатіни, 61 км на північний схід від Крайови, 148 км на південний захід від Брашова.

## Населення
За даними перепису населення 2002 року у селі проживали 635 осіб, усі — румуни. Усі жителі села рідною мовою назвали румунську.